# Anton Július Hiray
Anton Július Hiray, pokřtěn Antonius Julianus Hiraÿ, (* 17. února 1770 Nová Baňa – 21. října 1842 Banská Štiavnica) byl slovenský hudební skladatel, varhaník a trubačský mistr.

## Život
Narodil se jako Antonius Julianus Hiraÿ 17. února 1770. Trubačem se vyučil v Banské Bystrici. Stal se městským trubačem a později i varhaníkem a regenschorim farního kostela Nanebevzetí Panny Marie v Banské Bystrici. Tyto funkce zastával od roku 1790 do roku 1820. Na počest příchodu uherského palatina do Banské Bystrice složil v roce 1798 Banskobystrický pochod.
V roce 1820 se přestěhoval do Banské Štiavnice, kde půspbil jako regenschori a městský kapelník až do své smrti v roce 1842. Byl jedním z posledních představitelů trubačské tradice na Slovensku.

## Dílo
Komponoval nejen chrámové, ale i světské a taneční skladby. Byl ovlivněn vídeňskou, německou a italskou hudbou raného klasicismu.
- Graduale Angelis suis in C
- Tedeschi per il flauto traverso
- Tedeschi pre komorný orchester (1797)
- Menuetti pre sláčikové trio
- Polonézy pre komorný orchester
- Ländlerische tänze pre komorný orchester
- Civitatis Neosoliensis Militare Marsch (Banskobystrický pochod, slavnostní pochod občanů města Banská Bystrica pro dva klarinety, 2 lesní rohy a 2 fagoty, 1798)